# Episodi di Til Death - Per tutta la vita (prima stagione)
La prima stagione della sitcom Til Death - Per tutta la vita è andata in onda negli Stati Uniti dal 7 settembre 2006 all'11 aprile 2007 sulla rete televisiva Fox.
In Italia è stata trasmessa dall'11 giugno al 20 agosto 2008 ogni mercoledì alle 21.00 con un doppio episodio settimanale sul canale satellitare Fox.
In chiaro è andata in onda dal 24 ottobre 2009 al 6 marzo 2010 ogni sabato alle 13.40 su Italia 1.
Krysten Ritter appare, in qualità di ospite, in quattro episodi della stagione ricoprendo il ruolo di Allison Stark.
| nº | Titolo originale         | Titolo italiano              | Prima TV USA      | Prima TV Italia |
| -- | ------------------------ | ---------------------------- | ----------------- | --------------- |
| 1  | Pilot                    | Per tutta la vita            | 7 settembre 2006  | 11 giugno 2008  |
| 2  | Sex for Forniture        | Offerte irresistibili        | 14 settembre 2006 | 11 giugno 2008  |
| 3  | The Ring                 | L'anello                     | 21 settembre 2006 | 18 giugno 2008  |
| 4  | The Wood Pile            | Un hobby ingombrante         | 28 settembre 2006 | 18 giugno 2008  |
| 5  | The Garage Band          | La banda del garage          | 2 novembre 2006   | 25 giugno 2008  |
| 6  | Your Mother or Your Wife | Una scelta difficile         | 9 novembre 2006   | 25 giugno 2008  |
| 7  | Dream Getaway            | Sogni proibiti               | 16 novembre 2006  | 2 luglio 2008   |
| 8  | Death Sex                | Sesso e bugie                | 30 novembre 2006  | 2 luglio 2008   |
| 9  | The Toaster              | Il tostapane della discordia | 14 dicembre 2006  | 9 luglio 2008   |
| 10 | Daddy's Girl             | La ragazza di papà           | 21 dicembre 2006  | 9 luglio 2008   |
| 11 | The Anniversary Party    | L'anniversario               | 4 gennaio 2007    | 16 luglio 2008  |
| 12 | The Hockey Lie           | Bugiarda per amore           | 11 gennaio 2007   | 16 luglio 2008  |
| 13 | Fight Friend             | Compromessi                  | 18 gennaio 2007   | 23 luglio 2008  |
| 14 | The Colleague            | La nuova collega             | 1º febbraio 2007  | 23 luglio 2008  |
| 15 | The Bachelor Party       | L'addio al celibato          | 8 febbraio 2007   | 30 luglio 2008  |
| 16 | The Italian Affair       | La questione italiana        | 15 febbraio 2007  | 30 luglio 2008  |
| 17 | Clay Date                | Una grande artista           | 14 marzo 2007     | 6 agosto 2008   |
| 18 | I Heart Woodcocks        | Amici perduti                | 21 marzo 2007     | 6 agosto 2008   |
| 19 | The Coffeemaker          | Il cappuccino                | 28 marzo 2007     | 13 agosto 2008  |
| 20 | That's Ridiculous        | A casa da solo               | 4 aprile 2007     | 13 agosto 2008  |
| 21 | Webby's Not Happy        | Il macho micio               | 11 aprile 2007    | 20 agosto 2008  |
| 22 | Summer of Love           | Tempo di vacanze             | 11 aprile 2007    | 20 agosto 2008  |

## Per tutta la vita
- Titolo originale: Pilot

### Trama
Jeff Woodcook e la sua novella sposa Steph, si trasferiscono vicino alla casa in cui abitano Eddie Stark e sua moglie Joy, sposati da vent'anni.

## Offerte irresistibili
- Titolo originale: Sex for Forniture

### Trama
Eddie rompe per errore due sedie del patio e non vuole comprarne delle nuove. Steph spiega a Joy come ottenere dal marito l'ok per l'acquisto di un nuovo arredamento da giardino: barattare qualsiasi richiesta con il sesso. Eddie però non accetta il baratto e a Joy non resta che comprare lo stesso i mobili, senza il consenso del marito.

## L'anello
- Titolo originale: The Ring

### Trama
Sentendo la romantica storia del fidanzamento di Jeff e Steph, che ha ricevuto dal marito un anello bellissimo, Joy si rattrista perché il suo Eddie non le ha mai regalato un anello di fidanzamento. Iniziano così i litigi.

## Un hobby ingombrante
- Titolo originale: The Wood Pile

### Trama
Joy lancia a Eddie un ultimatum: deve fare qualcosa con la legna che ha accumulato nel tempo in garage, oppure dovrà buttarla. Eddie chiede aiuto a Jeff e a Steph, che dopo vari tentativi, lo aiutano a creare una tavola a forma di porcellino.

## La banda del garage
- Titolo originale: The Garage Band

### Trama
Jeff non riesce più ad avere un momento per sé, così Eddie gli consiglia di trovarsi un'attività extra-familiare, come il suonare in una band, che funga da scusa per allontanarsi da casa e prendersi un po' di libertà. Così Jeff si unisce alla finta band di Eddie, per allontanarsi un po' da Steph, la quale si reca da Joy per chiederle come mai non vada a suonare con il marito. Joy le dice che quella del marito è una scusa per prendersi il proprio spazio, e lei, invece di arrabbiarsi, coglie al volo l'occasione per ritagliarsi un po' di tempo da dedicare a sé stessa.

## Una scelta difficile
- Titolo originale: Your Mother or Your Wife

### Trama
Jeff e Steph hanno un alterco a causa del fatto che Jeff, in mezzo alla strada, allertato da un rumore simile ad una raffica di spari, ha istintivamente cercato di proteggere sua madre e non lei. Il diverbio si fa molto pesante, fino a quando Joy ed Eddie intervengono fornendo ai due una più che valida soluzione.

## Sogni proibiti
- Titolo originale: Dream Getaway

### Trama
Steph e Jeff convincono i vicini di casa a trascorrere con loro un weekend in montagna. Durante la vacanza, però, Steph confida a Jeff di aver fatto un sogno erotico riguardante Eddie, rivelazione che crea nel marito un grosso imbarazzo.

## Sesso e bugie
- Titolo originale: Death Sex

### Trama
A causa di un malinteso, Eddie è convinto di avere un male incurabile e questo porta Joy ad essere più affettuosa e comprensiva del solito nei suoi confronti. Quando il medico lo informa che non ha nulla di grave, Eddie decide di non dire nulla alla moglie.

## Il tostapane della discordia
- Titolo originale: The Toaster

### Trama
Joy è convinta che staccare la spina del tostapane dopo l'uso contribuisca al risparmio energetico, mentre Eddie la trova solo un'inutile seccatura. Eddie vuole a tutti i costi provare alla moglie che ha ragione e interpella un suo collega che insegna scienze per aiutarlo nell'impresa.

## La ragazza di papà
- Titolo originale: Daddy's Girl

### Trama
Eddie e Joy ricevono la visita della figlia Allison, giunta per trascorrere il capodanno con i genitori. Eddie è al settimo cielo, ma quando Allison chiede consiglio a Joy per risolvere un problema di cuore, snobbandolo completamente, finisce per sentirsi messo da parte.

## L'Anniversario
- Titolo originale: The Anniversary Party

### Trama
Joy è invitata alla festa di anniversario Vicki e Stan, durante la quale nota con invidia che Stan, dopo venticinque anni di matrimonio, è ancora un marito gentile e premuroso. Eddie, allora, decide di farsi dare qualche lezione di comportamento da Stan.

## Bugiarda per amore
- Titolo originale: The Hockey Lie

### Trama
Stufa di fingere, Steph rivela a Jeff di odiare l'hockey, lo sport preferito del marito. Eddie cerca di sdrammatizzare la questione dicendogli che è normale tra marito e moglie dirsi ogni tanto qualche bugia, ma Jeff comincia a temere di non conoscere davvero la donna che ha sposato.

## Compromessi
- Titolo originale: Fight Friend

### Trama
Joy litiga con Eddie, spalleggiata dalla sua amica Nicole. Eddie decide allora di fare squadra con il marito di Nicole contro questa alleanza tra donne.

## La nuova collega
- Titolo originale: The Colleague

### Trama
Eddie stringe amicizia con una nuova collega di lavoro molto simpatica. Joy, inizialmente, non ci vede nulla di male, ma poi la gelosia prende il sopravvento.

## L'addio al celibato
- Titolo originale: The Bachelor Party

### Trama
Jeff non ha avuto una festa per l'addio al celibato prima di sposarsi così, gli amici, decidono di portarlo fuori per festeggiarlo, sebbene in ritardo.

## La questione italiana
- Titolo originale: The Italian Affair

### Trama
Eddie trova, tra un mucchio di cose da buttare, una vecchia pellicola fotografica mai sviluppata. Jeff lo incita a farla sviluppare e, quando scopre che le foto riguardano un viaggio in Italia con Joy, decide di ricreare a casa l'atmosfera romantica di quella vacanza.

## Una grande artista
- Titolo originale: Clay Date

### Trama
Eddie e Joy vanno a trovare Allison al college e dividono la camera del dormitorio con un padre single amante delle feste studentesche. Intanto, i due scoprono che la figlia ha rivelato una predisposizione artistica, per cui cercano di spronarla a portarla avanti per una futura carriera lavorativa.

## Amici perduti
- Titolo originale: I Heart Woodcocks

### Trama
Quando i Woodcock e i Cofeld, loro vicini di casa, iniziano a frequentarsi, Eddie e Joy capiscono di sentire la mancanza di Steph e Jeff, per cui tentano di riconquistarne l'amicizia.

## Il cappuccino
- Titolo originale: The Coffeemaker

### Trama
Eddie e Joy comprano una macchina per fare il cappuccino, ma alla fine, è Eddie a doverlo preparare tutte le mattine, e se ne lamenta con la moglie. A questo punto, Joy stila un lungo elenco di “doveri domestici” dei quali si fa carico perché il marito non ha voglia di occuparsene.

## A casa da solo
- Titolo originale: That's Ridiculous

### Trama
Joy e Allison, che è in vacanza dal college, decidono di andare a trascorrere qualche giorno in Florida. Così Eddie rimane a casa da solo, a tu per tu con il televisore. Tutto sembra filare liscio, fino a quando la Tv via cavo smette di funzionare.

## Il macho micio
- Titolo originale: Webby's Not Happy

### Trama
Eddie riceve la visita di Webby, un suo amico single sempre in giro a divertirsi. Eddie è elettrizzato dallo stile di vita godereccio di Webby, mentre Joy è convinta che Webby non sia così felice e soddisfatto come vuol far credere, e così cerca di combinargli un appuntamento con una delle sue colleghe.

## Tempo di vacanze
- Titolo originale: Summer of Love

### Trama
Allison porta il suo ragazzo a conoscere i suoi genitori, Eddie e Joy, ma i due non sono molto entusiasti di questo giovane dal look da hippy.